# 格兰达斯德萨利梅
格兰达斯德萨利梅，是西班牙阿斯图里亚斯的一个市镇。总面积113平方公里，总人口1271人（2001年），人口密度11人/平方公里。